# فرودگاه اسخیپول
فرودگاه اسخیپول آمستردام (به هلندی: Luchthaven Schiphol) (تلفظ: ˈlʏxtˌɦa:və(n) ˌsxɪpˈɦɔl) یک فرودگاه همگانی مسافربری با کد یاتا AMS است که در فاصلهٔ ۴٫۹ مایل دریایی (۹٫۱ کیلومتر؛ ۵٫۶ مایل) جنوب‌غربی آمستردام، پایتخت هلند قرار دارد و در ارتفاع -۳ از سطح دریا واقع شده‌است.
این فرودگاه از پر رفت‌وآمدترین فرودگاه‌های دنیا است و بسیاری از پروازهای آمریکای شمالی به آسیا از آن به‌عنوان ترانزیت استفاده می‌کنند.
اسخیپول در سال‌های اخیر به‌عنوان یکی از سه فرودگاه برتر جهان برگزیده شده‌است. از نظر بزرگی، این فرودگاه در ردهٔ نهم در دنیا قرار دارد.

## نام
نام اسخیپول برگرفته از نام بارویی در منطقه است که بخشی از خط دفاعی آمستردام (Stelling van Amsterdam) بود. ساخت این خط برای کاربرد دفاعی، از سال ۱۸۸۰ تا ۱۹۲۰ در جریان بود.

## پیشینه
اسخیپول در اصل به عنوان یک مقر هوایی نظامی و در سال ۱۹۱۹ گشایش یافت. هواپیماهای مسافربری از سال ۱۹۲۰ در این فرودگاه به کار گرفته شدند.

## موزه و کتابخانه در فرودگاه
اسخیپول با همکاری موزه امپراتوری در هلند بخش کوچکی از شاهکارهای نقاشان هلندی را در فرودگاه به صورت دایمی نمایش می‌دهد. فرودگاه همچنین در سال ۲۰۱۰ برای نخستین بار در دنیا یک کتابخانه با کتاب‌هایی به زبان‌های گوناگون راه‌اندازی کرد.

## شرکت‌های هواپیمایی و مقصدهای پروازی

### مسافری
| شرکت‌های هواپیمایی                             | مقصدهای پروازی |
| --------------------------------------------- | --- |
| آدریا ایرویز                                  | لیوبلیانا |
| ایجین ایرلاینز                                | آتن |
| ایر لینگاس                                    | کرک، دوبلین |
| آئروفلوت                                      | شرمتیوو |
| آئرومکزیکو                                    | مکزیکو سیتی |
| ایر عربیا مغرب                                | فس-سایس، ناظور، ابن بطوطه طنجه |
| ایر آستانه                                    | آتیرائو |
| ایر کانادا                                    | پیرسون تورنتو |
| ایر اروپا                                     | مادرید-باراخاس |
| ایر فرانس                                     | مارسی پروانس، شارل دوگل پاریس، استراسبورگ |
| ایر فرانس اجرا توسط هاپ!                      | کلرمون فران اوورن، نانت آتلانتیک، لیل، رن - سن-ژاک، استراسبورگ |
| ایر مالتا                                     | مالت |
| ایر موریشوس                                   | فصلی: سر سیوساگور رامگولام (آغاز از ۲۶ مارس ۲۰۱۸) |
| ایر صربیا                                     | بلگراد نیکولا تسلا |
| Air Transat                                   | فصلی: کالگری، پیرسون تورنتو، ونکوور |
| ایربالتیک                                     | ریگا، لنارت مری تالین، ویلنیوس |
| آلیتالیا                                      | لینیت، لئوناردو دا وینچی-فیومیچینو |
| امریکن ایرلاینز                               | فیلادلفیا فصلی: دالاس-فورت ورث |
| هواپیمایی ارکیا                               | فصلی: بن گوریون |
| اطلس گلوبال                                   | استانبول |
| آسترین ایرلاینز                               | وین |
| بلاویا                                        | مینسک |
| بریتیش ایرویز                                 | گاتویک، هیترو لندن |
| بریتیش ایرویز اجرا توسط بی‌ای سیتی‌فلایر        | لندن سی‌تی |
| بلغاریا ایر                                   | صوفیه چارتر: بورگاس |
| کاتای پاسیفیک                                 | هنگ کنگ |
| چاینا ایرلاینز                                | تائویوان تایوان |
| هواپیمایی شرقی چین                            | شانگهای پودنگ |
| هواپیمایی جنوبی چین                           | پکن، بایون گوآنگجو |
| کرندون ایرلاینز                               | آنتالیا، ارجان |
| Corendon Dutch Airlines                       | میلاس-بودروم، گرن کناریا، غردقه فصلی: آلیکانته-الچه، ملک حسین، بانجول، بورگاس، عوودا، فوئرته‌ونتورا، کریستیانو رونالدو، جیرونا-کاستا براوا، هراکلین، لانزاروته، مالاگا، مراکش-منارا، اورکید سنت. پل دا اپوستل، پالما د مایورکا، پلوودیف |
| هواپیمایی کرواسی                              | زاگرب فصلی: دوبروونیک، پولا |
| چک ایرلاینز                                   | پراگ رازیون |
| دلتا ایرلاینز                                 | هارتسفیلد-جکسون آتلانتا، لوگان، متروپولیتن شهرستان وین دیترویت، مینیاپولیس−سنت پل، جان اف کندی، لیبرتی نیوآرک، اورلاندو (آغاز از ۳۱ مارس ۲۰۱۸)، پورتلند، سالت‌لیک‌سیتی، سیاتل-تاکوما |
| ایزی‌جت                                        | آلیکانته-الچه، بلفاست، برلین شونفلد، بوردو–مریگناک، بریستول، بوداپست فرنک لیست، کاتانیا-فونتاناروسا (پایان در ۲۶ اکتبر ۲۰۱۷), ادینبرو، ژنو، گلاسگو، لیسبون پورتلا، جان لنون لیورپول، گاتویک، لوتن لندن، جنوبی لندن، استانستد لندن، لیون-سینت اگزوپری، مالاگا، منچستر، مارسی پروانس (پایان در ۲۸ اکتبر ۲۰۱۷), لینیت، میلانو مالپنسا، ناپل، نیس کوت دازور، پالما د مایورکا (پایان در ۲۸ اکتبر ۲۰۱۷), پراگ رازیون، لئوناردو دا وینچی-فیومیچینو، بن گوریون، تولوز-بلانیاک (پایان در ۲۷ اکتبر ۲۰۱۷), ونیز مارکو پولو، وین، زوریخ فصلی: کورفو، دوبروونیک، ایبیزا، لانزاروته، اولبیا - کاستا اسمرالدا، رود، زالتسبورگ، اسپلیت، تنریف جنوبی |
| easyJet Switzerland                           | بازل-مولوز-فرایبورگ اروپا، ژنو |
| هواپیمایی مصر                                 | قاهره |
| ال عال                                        | بن گوریون |
| هواپیمایی امارات                              | دوبی |
| هواپیمایی اتحاد                               | ابوظبی |
| یورو وینگز                                    | مونیخ |
| یورو وینگز اجرا توسط جرمن‌وینگز                | هامبورگ، اشتوتگارت |
| اوا ایر                                       | سووارنابومی، تائویوان تایوان |
| فن‌ایر                                         | هلسینکی |
| فلای‌بی                                        | بیرمنگام، دونکاستر شفیلد رابین‌هود، اکستر، لندن سی‌تی، منچستر، ایست میدلند، ساوت‌همپتون |
| گارودا ایندونزیا                              | سوئکارنو-هتا |
| جورجین ایرویز                                 | تفلیس |
| ایبریا اکسپرس                                 | مادرید-باراخاس |
| ایسلندایر                                     | کفلاویک |
| ایران ایر                                     | امام خمینی |
| شرکت هواپیمایی اسرایر                         | فصلی: بن گوریون |
| جت۲.کام                                       | لیدز برادفورد |
| کنیا ایرویز                                   | جومو کنیاتا |
| کاال‌ام                                        | آبردین، ابوظبی، کوتوکا، آلیکانته-الچه، کویین بیاتریکس، آتن، هارتسفیلد-جکسون آتلانتا، بحرین، سووارنابومی، بارسلونا-ال پرات، پکن، فلسلند برگن، برلین تگل، بیلبائو، بیلاند، بیرمنگام، ال دورادو، فلامینگو، بوردو–مریگناک، بروکسل، هنری کواندا، بوداپست فرنک لیست، مینیسترو پیستارینی، کگلیاری-الماس، کالگری، کیپ‌تاون، رافائل ناندز، کاتانیا-فونتاناروسا، چنگدو شوانگلیو، اوهر شیکاگو، کپنهاگ، هاتو، ملک فهد، ژولیوس نیرر، ایندیرا گاندی، انگوراه رای، دوبی، دوبلین (آغاز از ۲۹ اکتبر ۲۰۱۷), ادینبرو، ادمونتون، انتبه، لونگی، ژنو، گلاسگو، گوتنبرگ-لاندوتر، خوزه خواکین د اولمدو، هامبورگ، هانگجو ژیاشان، خوزه مارتی، هلسینکی، هنگ کنگ، جرج بوش، آتاترک، سوئکارنو-هتا، اولیور تامبو، بوریسپیل، کیگالی، کلیمانجارو، کوالالامپور، کویت، مرتلا محمد، خورخه چاوز، لیسبون پورتلا، هیترو لندن، لس‌آنجلس، کواترو دو فرویرو، لیون-سینت اگزوپری، مادرید-باراخاس، مالاگا، منچستر، نینوی آکوئینو، مکزیکو سیتی، لینیت، میلانو مالپنسا، مینیاپولیس−سنت پل، مونپلیه - مدیترانه، رابرتس، مونترآل-پییر الیوت ترودو، شرمتیوو، چاتراپاتی شیواجی (برقراری مجدد از ۲۹ اکتبر ۲۰۱۷)، مونیخ، مسقط، جومو کنیاتا، جان اف کندی، نیوکاسل، نیس کوت دازور، نورنبرگ، کانزای، گاردرموئن اسلو، توکومن، یوهان ادالف پنگل، شارل دوگل پاریس، فرنسیسکو جسا کارنئیرو، پراگ رازیون، نیو کیتو، ریو دوژانیرو گالیائو، لئوناردو دا وینچی-فیومیچینو، سانفرانسیسکو، کومودورو ارتورو مرینو بنیتز، سائو پائولو گوارولوس، اینچئون، شانگهای پودنگ، چانگی سنگاپور، پرینسس جولیانا، پالکوو، سولا استاوانگر، استکهلم-آرلاندا، اشتوتگارت، تائویوان تایوان، امام خمینی، بن گوریون، ناریتا، پیرسون تورنتو، تولوز-بلانیاک، والنسیا، ونکوور، ونیز مارکو پولو، وین، شوپن ورشو، دالس واشینگتن، ویندهوک هوسیا کوتاکو، زیامن گائوچی، زاگرب، زوریخ فصلی: آلماتی، آستانه، باندرانیکی، ایبیزا، سر سیوساگور رامگولام (آغاز از ۳۰ اکتبر ۲۰۱۷), میامی، سالت‌لیک‌سیتی، خوآن سانتاماریا (برقراری مجدد از ۳۱ اکتبر ۲۰۱۷)، اسپلیت |
| کاال‌ام اجرا توسط CityJet                      | دوبلین (پایان در ۲۸ اکتبر ۲۰۱۷), لندن سی‌تی، بیرمنگام |
| کاال‌ام اجرا توسط کی‌ال‌ام سیتی‌هاپر              | آلبورگ، آبردین، ویگرا آلسوند، بازل-مولوز-فرایبورگ اروپا، شهری جورج بست بلفاست، برلین تگل، بیلبائو، بیلاند، بلوونی گوگلیلمو مارکونی، بوردو–مریگناک، برمن، بریستول، بروکسل، کگلیاری-الماس، کاردیف، کپنهاگ، درسدن، دوبلین، درم تیز ولی، دوسلدورف، ادینبرو، پره‌تولا، فرانکفورت، گدایسک لخ والسا، ژنو، کریستف کلمب جنوا، گوتنبرگ-لاندوتر، گراتس، هامبورگ، هانوفر، هامبرساید، اینورنس، جان پل دوم کراکوف-بالیس، کریستیان‌ساند کیویک، لیدز برادفورد، لینکوپینگ سی‌تی، لندن سی‌تی، هیترو لندن، لوگزامبورگ - فیندل، لیون-سینت اگزوپری، منچستر، مونپلیه - مدیترانه، مونیخ، نیس کوت دازور، نوریچ، نورنبرگ، پراگ رازیون، سندفیورد، تورپ، ساوت‌همپتون، اسپلیت، اشتوتگارت، تولوز-بلانیاک، ورنس تروندهایم، تورین کاسله، ونیز مارکو پولو، وین، شوپن ورشو، زاگرب، زوریخ |
| کورین ایر                                     | اینچئون |
| لوت پولیش ایرلاینز                            | شوپن ورشو |
| لوفت‌هانزا                                     | فرانکفورت |
| لوفت‌هانزا رجینال اجرا توسط لوفت‌هانزا سیتی‌لاین | فرانکفورت، مونیخ |
| نوردیکا اجرا توسط لوت پولیش ایرلاینز          | لنارت مری تالین |
| نروجین ایر شاتل                               | کپنهاگ، هلسینکی، گاردرموئن اسلو، استکهلم-آرلاندا |
| انور ایر                                      | آتاترک فصلی: ارکیلت |
| پگاسوس ایرلاینز                               | آنتالیا، صبیحه گوکچن فصلی: میلاس-بودروم، عدنان مندرس، ارکیلت، قونیه |
| هواپیمایی قطر                                 | حمد |
| هواپیمایی پادشاهی مراکش                       | محمد پنجم، ناظور، ابن بطوطه طنجه فصلی: چریف ال ایدریسی، انگادس |
| الملکیه الاردنیه                              | ملکه علیا |
| رایان‌ایر                                      | دوبلین، مالاگا |
| هواپیمایی اسکاندیناوی                         | کپنهاگ، گاردرموئن اسلو، استکهلم-آرلاندا |
| سنگاپور ایرلاینز                              | چانگی سنگاپور |
| اسکای‌ورک ایرلاینز                             | برن |
| سان دور اینترنشنال ایرلاینز اجرا توسط ال عال  | فصلی: بن گوریون |
| سان اکسپرس                                    | عدنان مندرس فصلی: آنتالیا، ارکیلت، قونیه |
| سان‌اکسپرس دویچلند                             | فصلی: چریف ال ایدریسی چارتر فصلی: ناظور |
| سورینام ایرویز                                | یوهان ادالف پنگل |
| سوئیس اینترنشنال ایرلاینز                     | زوریخ |
| تی‌ای‌سی‌وی                                      | شارل دوگل پاریس، پرائیا، سائو پدرو |
| تاپ پرتغال                                    | لیسبون پورتلا |
| تاپ پرتغال اجرا توسط TAP Express              | فرنسیسکو جسا کارنئیرو |
| تاروم                                         | هنری کواندا |
| Thomas Cook Airlines                          | چارتر فصلی: گرن کناریا، پالما د مایورکا، تنریف جنوبی |
| ترانساویا.کام                                 | اگادیر المسیره، آلیکانته-الچه، آلمریا، آتن، بارسلونا-ال پرات، باری، برژراک دردونژ پریگورد، بلگراد نیکولا تسلا، محمد پنجم، کاتانیا-فونتاناروسا، فارو، فوئرته‌ونتورا، کریستیانو رونالدو، گرن کناریا، هلسینکی، ایبیزا، اینسبروک، کاتوویتس، لا پالما، لانزاروته، لارناکا، لیوبلیانا، لیسبون پورتلا، مالاگا، مراکش-منارا، مونیخ، ناپل، نیس کوت دازور، پالما د مایورکا، اورلی، گالیله، فرنسیسکو جسا کارنئیرو، رئوس، سن پابلو، صوفیه، بن گوریون، تنریف جنوبی، سالونیک، مادر ترزای تیرانا، تورین کاسله، والنسیا، وروتسواف کوپرنیکوس، زوریخ فصلی: آیاتچو – ناپلئون بنوپارت، آنتالیا، میلاس-بودروم، شامبری ساووی، خانیا، ملی جزیره کایاس، کورفو، دالامان، دوبی، دوبروونیک، جیرونا-کاستا براوا، هراکلین، عدنان مندرس، کالاماتا، سفلوونیا، جزیره کوس، مالت، منورکا، ملی جزیره میکناس، اولبیا - کاستا اسمرالدا، پالرمو، پافوس، ملی اکتیون، رود، امیلکر کبرل، زالتسبورگ، سمس، ملی سادورینی، ورونا، ملی نا انچیالوس، زاکینثوس |
| ترنسویا فرانس                                 | اورلی |
| TUI fly Belgium                               | ناظور، ابن بطوطه طنجه |
| تی‌یوآی ایرلاینز نیدرلندز                      | آلیکانته-الچه، آنتالیا، کویین بیاتریکس، بانجول، رابیل، میلاس-بودروم، فلامینگو، بورگاس، کانکون، کینتانا رو، هاتو، دالامان، دوبی، فارو، فوئرته‌ونتورا، کریستیانو رونالدو، گرن کناریا، هراکلین، فرنک پئیز، غردقه، لا پالما، لانزاروته، مالاگا، منورکا، میامی، سنگستر، اورلندو سنفورد، پالما د مایورکا، یوهان ادالف پنگل، ملی اکتیون، گریگوریو لوپرون، پونتا کانا، رود، امیلکر کبرل، شرم‌الشیخ، پرینسس جولیانا (پایان در ۲۵ اکتبر ۲۰۱۷)، تنریف جنوبی، خوآن گئوآلبرتو گومس، زنگبار چارتر فصلی: کاتانیا-فونتاناروسا، کورفو، لئوپولد سدار سنگور، جیرونا-کاستا براوا، ایبیزا، ایوالو، عدنان مندرس، ملی جزیره کارپتاس، سفلوونیا، کیتیلا، جزیره کوس، مرسی عالم، سر سیوساگور رامگولام، اورکید سنت. پل دا اپوستل، پیکو، ژان پائولو دوم، پورتو سانتو، پولا، سمس، عمومی سیتیا، لایس فیلد، تیوات، وارنا، زاکینثوس |
| تونس ایر                                      | تونس قرطاج |
| ترکیش ایرلاینز                                | اسن‌بوغا، آتاترک، صبیحه گوکچن |
| هواپیمایی بین‌المللی اوکراین                   | بوریسپیل |
| یونایتد ایرلاینز                              | اوهر شیکاگو، جرج بوش، لیبرتی نیوآرک، دالس واشینگتن |
| ویولینگ                                       | آلیکانته-الچه، بارسلونا-ال پرات، بیلبائو، پره‌تولا، فوئرته‌ونتورا، لیسبون پورتلا، لوتن لندن، مالاگا، میلانو مالپنسا، فرنسیسکو جسا کارنئیرو، لئوناردو دا وینچی-فیومیچینو، سانتیاگو د کمپوستلا فصلی: گرن کناریا، ایبیزا، ناپل، پالما د مایورکا، سن پابلو، والنسیا |
| واو ایر                                       | کفلاویک |
| ژیامن ایرلاینز                                | زیامن گائوچی |

^  Some of گارودا ایندونزیا flights from Jakarta to Amsterdam stop in Singapore Changi Airport, but all flights from Amsterdam to Jakarta are nonstop.

### باری
| شرکت‌های هواپیمایی                  | مقصدهای پروازی |
| ---------------------------------- | --- |
| Air China Cargo                    | شانگهای پودنگ، تیانجین بینهای |
| AirBridgeCargo Airlines            | تد استیونز انکوریج، چنگدو شوانگلیو، اوهر شیکاگو، خاباروفسک ناوی، لس‌آنجلس، دوموده‌دوو، شرمتیوو، تولمچوا، شانگهای پودنگ، ژنگژو سین‌ژنگ |
| کارگولوکس                          | لوگزامبورگ - فیندل |
| کاتای پاسیفیک                      | چنای، آل مکتوم، فرانکفورت، هنگ کنگ |
| Centurion Air Cargo                | سیمون بولیوار، جرج بوش، میامی |
| چاینا ایرلاینز                     | سووارنابومی، آل مکتوم، پراگ رازیون، تائویوان تایوان |
| چاینا کارگو ایرلاینز               | شانگهای پودنگ، نینگبو لیشه، ژنگژو سین‌ژنگ، شی‌آن شیان‌یانگ، ساراگوسا، کپنهاگ، تیانجین بینهای |
| هواپیمایی جنوبی چین                | چنگچینگ ییانگبی، بایون گوآنگجو، شانگهای پودنگ |
| کوین ایرویز                        | تفلیس |
| دی‌اچ‌ال اوییشن                      | ایست میدلند، هیترو لندن |
| امارات اسکای‌کارگو                  | ریکن‌بیکر، آل مکتوم، جرج بوش، لس‌آنجلس، اوهر شیکاگو |
| هواپیمایی اتحاد اجرا توسط اطلس ایر | ابوظبی، گرانتلی ادمز، ال دورادو، جومو کنیاتا، لوئیز مونز مارین |
| فدکس اکسپرس                        | گاردرموئن اسلو، شارل دوگل پاریس |
| ایران ایر                          | امام خمینی |
| کالیتا ایر                         | بحرین |
| کورین ایر                          | اینچئون |
| LATAM Cargo Chile                  | فرانکفورت، ویراکوپوس-کامپیناس، کومودورو ارتورو مرینو بنیتز |
| Martinair                          | رافائل هرناندز، ال دورادو، مینیسترو پیستارینی، ویراکوپوس-کامپیناس، سیمون بولیوار، قاهره، ژولیوس نیرر، انتبه، لا آررا، حراره، اولیور تامبو، کیگالی، خورخه چاوز، استانستد لندن، لوساکا، میامی، جومو کنیاتا، نیو کیتو، کومودورو ارتورو مرینو بنیتز |
| ام‌ان‌جی ایرلاینز                    | آتاترک، مونیخ، میتیگا |
| نیپون کارگو ایرلاینز               | ناریتا، میلانو مالپنسا، فرانکفورت-هان |
| هواپیمایی قطر                      | اوهر شیکاگو، حمد |
| هواپیمایی سعودی                    | ملک فهد، ملک عبدالعزیز، اولیور تامبو، جومو کنیاتا |
| سیلک وی ایرلاینز                   | حیدر علی‌اف |
| سنگاپور ایرلاینز کارگو             | بنگالورو، چنای، اوهر شیکاگو، سینسیناتی/کنتاکی شمالی، هیترو لندن، چاتراپاتی شیواجی، شارجه، چانگی سنگاپور |
| ترکیش ایرلاینز                     | آتاترک، استانستد لندن |
| یانگتزه ریور اکسپرس                | مونیخ، شانگهای پودنگ، تیانجین، ژنگژو |